# Дамоклов меч
Дамо́клов меч (лат. Damoclis gladius) — по греческому преданию, сиракузский тиран Дионисий Старший (конец V в. до н. э.) предложил своему фавориту Дамоклу, считавшему Дионисия счастливейшим из смертных, занять его престол на один день. По приказу тирана того роскошно одели, умастили душистым маслом, посадили на место правителя; все вокруг суетились, исполняя каждое его слово. В разгар веселья на пиру Дамокл внезапно увидел над головой меч без ножен, висевший на конском волосе, и понял призрачность благополучия. Так Дионисий, ставший под конец жизни болезненно подозрительным, показал ему, что тиран всегда живёт на волосок от гибели.
В переносном смысле — нависшая над кем-либо постоянная угроза при видимом благополучии.
Эта история, среди прочего, содержится в «Тускуланских беседах» Цицерона (106 — 43 до н. э.).
Об этой истории упоминает Гораций в своих «Одах»:

Кто чует меч над шеей преступною, 

Тому не в радость яства Сицилии

## Примеры цитирования
Что тут борьба со стихиею, если надорван кредит, если над собственной выею меч дамоклесов висит? (Н. А. Некрасов, «Песнь об Аргусе»)
Правительство нас преследует, а действующее нелепое законодательство висит над нашей головой, как дамоклов меч! (Г. Флобер, «Госпожа Бовари»)
На что мне такие утешения, над которыми висит непрестанно Дамоклов меч разочарования? Безопасна только одна истина. (Л. Н. Толстой, «Учение о жизни»)
Порой люди начинали суетиться, спешить, словно дамоклов меч был уже занесен над их головами. (Сакё Комацу, «Гибель Дракона») 